# جيف لاتي
جيف لاتي (بالإنجليزية: Jeff Lahti)‏ هو لاعب كرة قاعدة أمريكي، ولد في 8 أكتوبر 1956 في أوريغون سيتي في الولايات المتحدة.

## وصلات خارجية
- جيف لاتي على موقع دوري كرة القاعدة الرئيسي (الإنجليزية)
- جيف لاتي على موقعبيزبول رفرنس.كوم (الدوري الرئيسي) (الإنجليزية)
- جيف لاتي على موقعبيزبول رفرنس.كوم (الدوري الثانوي) (الإنجليزية)